# Guglielmo di Boldensele
Guglielmo di Boldensele, al secolo Otto di Nygenhusen (circa 1285 – 1338/1339), è stato un religioso ed esploratore tedesco.
Era un frate domenicano, cavaliere e pellegrino originario della Sassonia. Visitò l'Egitto, la penisola del Sinai e il Levante e scrisse un resoconto dei suoi viaggio in latino: Liber de quibusdam ultramarinis partibus et praecipue de Terra sancta.

## Biografia
Prima di intraprendere il suo pellegrinaggio, Otto era un frate domenicano; prese il nome di Guglielmo quando lasciò la vita religiosa. Viaggiò nel Mediterraneo orientale sotto gli auspici del papa fra il 1332 e il 1336. Probabilmente era in una missione di ricognizione per una futura crociata e al tempo stesso era un pellegrino. Nel suo viaggio verso oriente fece tappa a Costantinopoli, a Chio, a Rodi, a Cipro e forse ad Atene. Incontrò l'imperatore bizantino Andronico III, che gli affidò una lettera per il sultano d'Egitto. Nel 1333 attesta che gli ebrei visitavano regolarmente le tombe di Gerusalemme e menziona la grotta naturale posta nelle cave del Getsemani, ove Gesù e i suoi discepoli si ritirarono per pregare dopo l'Ultima Cena. A Gerusalemme divenne cavaliere del Santo Sepolcro. Nel 1335 descrive le piramidi di Giza.
Ludolfo di Sudheim, che viaggiò in oriente fra il 1336 e il 1341, si servì del resoconto di Guglielmo e ne pubblicò una versione accresciuta.